# Les Perles grecques
Pour plus de détails, voir Fiche technique et Distribution.
Les Perles grecques (Οι θαλασσιές οι χάντρες (I thalassiès i chantres)) est un film grec réalisé par Yánnis Dalianídis et sorti en 1967.

## Synopsis
Jim, un Grec émigré aux USA rentre au pays. Il veut ouvrir une boîte de nuit. Il rencontre Kostas Pitouras (Kostas Voutsas), un marchand de souvenirs. Celui-ci lui présente un joueur de bouzouki : le frère de sa fiancée Fotis Tsipouras (Faidon Georgitsis). Fotis joue dans la « Taverne d'Apostolis », avec les chanteuses Sofia et Markisia qui sont toutes deux amoureuses de lui. La Taverne d'Apostolis se heurte à la concurrence d'un nouvelle boîte de nuit qui a ouvert juste à côté et qui joue du rock. Fotis est amoureux de la chanteuse Mary (Zoi Laskari) qui chante dans la boîte voisine et concurrente. Elle essaye de lui faire changer de style. La tension monte, mais l'amour finit par triompher.

## Fiche technique
- Titre : Les Perles grecques
- Titre original : Οι θαλασσιές οι χάντρες (I thalassiès i chantres)
- Réalisation : Yánnis Dalianídis
- Scénario : Yánnis Dalianídis
- Décors : Markos Zervas
- Costumes : Giannis Vouros
- Photographie : Yórgos Arvanítis
- Son : Mimis Kasimatis
- Montage : Pétros Lykas
- Musique : Mímis Pléssas
- Paroles : Akos Daskalopoulos et Vangelis Goufas (el)
- Chorégraphie : Giannis Flery (el)
- Production : Finos Film
- Pays d'origine :  Grèce
- Langue : grec
- Format : Couleurs
- Genre : Comédie musicale
- Durée : 94 minutes
- Dates de sortie : 1967

## Distribution
- Zoe Laskari
- Kostas Voutsas
- Martha Karagianni (el)
- Faidon Georgitsis (el)
- Giannis Vogiatzis (en)
- Mairi Hronopoulou (el)
- Nana Skiada
- Aris Malliagros (en)